# Raphael Georg Kiesewetter

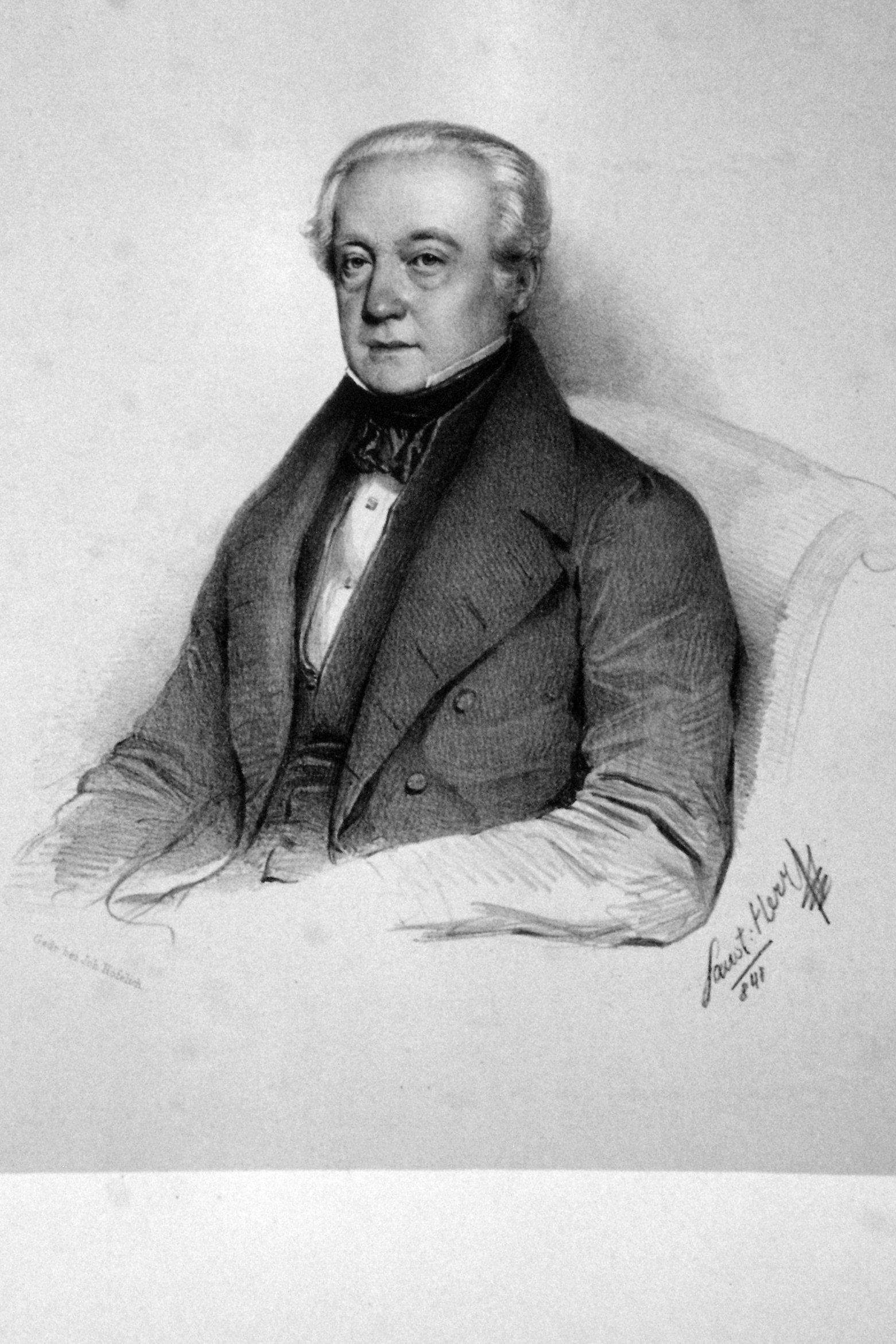
Raphael Georg Kiesewetter, Lithographie von Faustin Herr, 1841

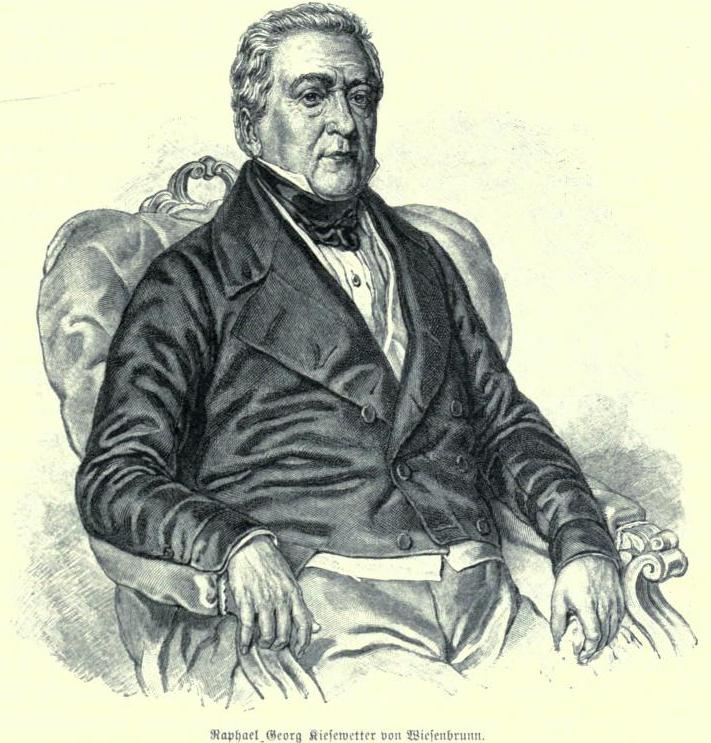
Raphael Georg Kiesewetter

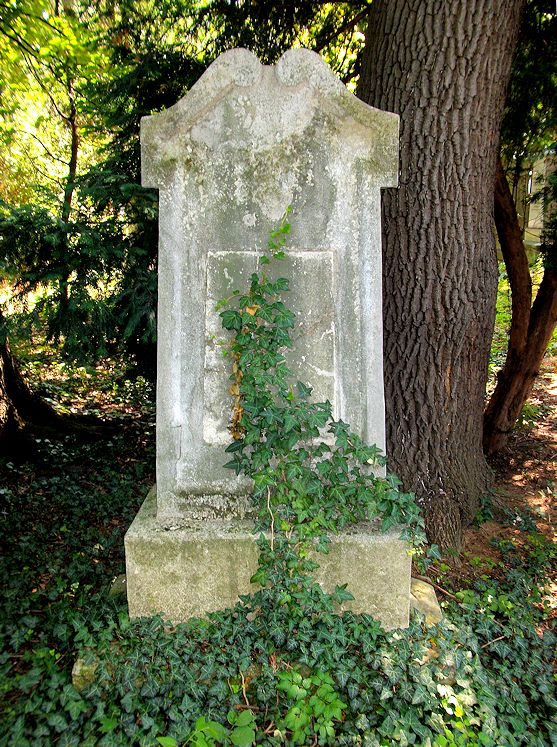
Raphael Georg Kiesewetters Grab im Gräberhain des Währingerparks

Raphael Georg Kiesewetter Edler von Wiesenbrunn (* 29. August 1773 in Holleschau, Mähren; † 1. Januar 1850 in Baden bei Wien) war ein österreichischer Musikhistoriker.

## Leben
Kiesewetter studierte zunächst Philosophie in Olmütz, immatrikulierte sich jedoch ab 1792 als Jurist an der Wiener Universität, wo er 1794, ohne sein Studium zu beenden, seinen Staatsdienst in der Kriegskanzlei antrat. 1811 wurde er Hofrat des Hofkriegsrates in Wien, 1813 und 1814 leitete er das Sanitätsreferat, um danach weiter im Staatsdienst zu verbleiben.
Kiesewetter hatte von Kindheit an Musikunterricht erhalten. Ab 1816 veranstaltete er – bis in die 1840er Jahre hinein – in seinem Haus historische Liebhaberkonzerte, bei der Vokalmusik des 16. bis 18. Jahrhunderts aufgeführt wurde. Er war ab 1814 Mitglied der Gesellschaft der Musikfreunde in Wien und von 1821 bis 1843 deren Vizepräsident. In dieser Funktion hatte er großen Einfluss auf das Wiener Konzertleben.
Seine Bedeutung liegt auf dem Gebiet der europäischen Musikwissenschaft. Annette Kreutziger-Herr vermisst jedoch in seinen Schriften die Würdigung der Kompositionen von Frauen. Kiesewetter besaß eine große Sammlung von Partituren alter Musikwerke (heute in der Österreichischen Nationalbibliothek). Er schrieb grundlegende Werke über die europäische Musikgeschichte von der Antike bis zum 19. Jahrhundert sowie zur Musik des vorderen Orients. 
Mit Diplom vom 30. Juli 1843 wurde Kiesewetter mit dem Prädikat „Edler von Wiesenbrunn“ in den Erbländisch-Österreichischen Adelsstand erhoben. 1845 ging er in Pension und zog sich im April 1848 nach Baden bei Wien zurück, wo er 1850 verstarb.
Im Jahr 1887 wurde die Kiesewettergasse in Wien-Favoriten (10. Bezirk) nach ihm benannt.

## Familie
Kiesewetters Schwester Charlotte Caroline, eine versierte Pianistin, war die Mutter von August Wilhelm Ambros. Er selbst war mit der aus Heidelberg gebürtigen Jakobine geborene Cavallo (1773–1843) verheiratet. Die gemeinsame Tochter Irene Kiesewetter (1809–1872) war eine geschätzte Pianistin und gehörte zum Freundeskreis von Franz Schubert, der ihr die Kantate D 936 widmete.

## Schriften
- Geschichte der europäisch-abendländischen oder unserer heutigen Musik. Darstellung ihres Ursprungs, ihres Wachsthums und ihrer stufenweise Entwicklung; von dem ersten Jahrhundert des Christenthums bis auf unsere heutige Zeit. Breitkopf & Härtel, Leipzig 1834 (Nachdruck Sändig-Reprint, Vaduz 1986, ISBN 978-3253024672 und Wissenschaftliche Buchgesellschaft, Darmstadt 2010, ISBN 978-3-534-23754-8) – 2. Aufl., Leipzig: Breitkopf & Härtel 1846 (Digitalisat in der Google-Buchsuche).
- Ueber die Musik der neueren Griechen nebst freien Gedanken über altegyptische und altgriechische Musik. Breitkopf & Härtel, Leipzig 1838 (Digitalisat in der Google-Buchsuche).
- Guido von Arezzo. Sein Leben und Wirken. Breitkopf & Härtel, Leipzig 1840 (Digitalisat in der Google-Buchsuche).
- Schicksale und Beschaffenheit des weltlichen Gesanges vom frühen Mittelalter bis zur Erfindung des dramatischen Styles und den Anfängen der Oper. Breitkopf & Härtel, Leipzig 1841 (Digitalisat in der Google-Buchsuche).
- Die Musik der Araber, nach Originalquellen dargestellt von R. G. Kiesewetter, begleitet mit einem Vorworte von dem Freiherrn v. Hammer-Purgstall. Breitkopf & Härtel, Leipzig 1842 (Digitalisat in der Google-Buchsuche).
- Der neuen Aristoxener zerstreute Aufsätze über das Irrige der musikalischen Arithmetik und das Eitle ihrer Temperaturrechnungen. Breitkopf & Härtel, Leipzig 1846 (Digitalisat in der Google-Buchsuche).
- Catalog der Sammlung alter Musik des k. k. Hofrathes Raphael Georg Kiesewetter. Mechitharisten, Wien 1847 (Digitalisat in der Google-Buchsuche).
- Galerie der alten Contrapunctisten, eine Auswahl aus ihren Werken. Wien 1847 (Digitalisat in der Google-Buchsuche).
- Über die Octave des Pythagoras. Wien 1848 (Anhang zu Der neuen Aristoxener ...).